# Збройні сили Литви
Збройні сили Литви (лит. Lietuvos ginkluótosios pájėgos) або Військо Литовське (лит. Lietuvos kariuomenė) — військова організація Литовської Республіки, призначена для захисту свободи, незалежності та територіальної цілісності держави.
Складаються з сухопутних військ, військово-морських сил, військово-повітряних сил і військ спеціальних операцій.
Поняття «Збройні сили Литви» в основному застосовується по відношенню до збройних сил Литовської республіки, що існує з 1990 року, після відновлення її незалежності. Збройні сили, що існували в Литві в 1236–1251 і 1263–1569 роках називалися Військом Великого Князівства Литовського (лит. Lietuvos Didžiosios Kunigaikštystės kariuomenė). У 1569–1795 роках — Військом Республіки Польської Корони та Великого Князівства Литовського (лит. Lenkijos Karūnos ir Lietuvos Didžiosios Kunigaikštystės Respublikos kariuomenė), у 1918–1940 роках — Військом Литовським (лит. Lietuvos kariuomenė) безпосередньо перед ліквідацією, з 7 липня по 27 серпня 1940 Військо Литовське називалося «Литовським Народним Військом» (лит. Lietuvos liaudies kariuomenė), після чого було реорганізовано в 29-й територіальний стрілецький корпус РСЧА).

## Історія

### Формування армії Литви
10 жовтня 1991 року був призначений міністр національної оборони- Аудрюс Буткявічюс (лит. Audrius Butkevičius), який раніше був Генеральним директором Департаменту національної оборони Литви. 16 жовтня 1991 року був ліквідований Департамент національної оборони.
30 грудня 1991року були присвоєні перші литовські військові звання.
2 січня 1992 року почало свою діяльність Міністерство національної оборони. В цей же час був оголошений перший призов на дійсну військову службу. Навчальний підрозділ було перейменовано у мотодесантну бригаду, пізніше отримала ім'я «Залізний вовк».
2 січня 1992 року була відновлена литовська військова авіація.
1 вересня 1992 року у Вільнюсі відкрилася Школа національної оборони.
1 листопада 1992 року була створена Флотилія ВМС.
19 листопада 1992 року Верховна Рада — Відновлений Сейм урочисто проголосив про відродження Війська Литовської Республіки. Продовжуючи традиції Війська литовського міжвоєнного періоду багатьомбатальйонам сучасної литовської армії були присвоєні імена полків 1920х-1930х років і їх символіка. Підрозділам Добровольчих сил були присвоєні назви партизанських округів.
Станом на початок 1993 року, загальна чисельність збройних сил Литви складала 7 тис. чол.
Після розпаду СРСР Російська Федерація визнала незалежність Литовської Республіки і зобов'язалася вивести свої війська з її території. У зв'язку з затягуванням виводу військ з боку Росії, литовські військові блокували російські військові частини і не давали поповнити їх новобранцями з Росії. 31 серпня 1993 року останній російський солдат покинув Литву.
27 січня 1994 року Литва почала співпрацю з НАТО за програмою Партнерство заради миру, яке успішно тривало до вступу в НАТО в березні 2004 року.
У 1994 році Литва взяла участь у миротворчій операції НАТО на території Боснії, 17 квітня 1996 загинув 1 військовослужбовець Литви
У 1999 році Литва приєдналася до миротворчої операції НАТО на території Косово, на початку липня 2009 контингент був виведений. Загалом, протягом десяти років до складу сил KFOR було направлено близько 900 військовослужбовців, більшість з них проходили службу в складі польсько-українського батальйону.
У 2000 році уряд Литви ухвалив рішення про збільшення чисельності збройних сил з 11,5 тис. до 13 тис. військовослужбовців.
У 2002 році розпочалася участь Литви у військовій операції НАТО в Афганістані. Втрати литовського контингенту в Афганістані становлять 1 загиблий і не менше 13 поранених військовослужбовці. Крім того, після нападу 22 травня 2008 на литовський підрозділ, в ході якого був убитий 1 і поранені 2 литовських солдати, ще троє литовських солдатів відмовилися продовжувати військову службу в Афганістані та в червні 2008 року були відправлені назад в Литву.
У квітні 2003 року Литва направила до Іраку перших 14 військовослужбовців, пізніше чисельність литовського контингенту була збільшена до 130 військовослужбовців. У 2008 році литовський контингент був виведений з Іраку. Крім того, в лютому 2005 року Литва почала брати участь в навчальній місії НАТО в Іраку (NTM-I), яка тривала до грудня 2011 року. Всього, в навчальній місії НАТО брали участь 39 литовських військових, які навчали молодший офіцерський склад збройних сил Іраку і служили в штабах NTM-I. У загальній складності, в Іраку служили понад 900 литовських військових.
29 березня 2004 року Литва вступила до НАТО, почалася інтеграція збройних сил країни з збройними силами інших країн НАТО.
У серпні 2006 року між Литвою і Данією було підписано угоду, відповідно до якої литовська моторизована бригада «Залізний вовк» була включена до складу данської дивізії.
У 2007 році в місті Паневежис було підписано угоду про створення Естонією, Латвією і Литвою піхотного батальйону сил першочергового задіяння НАТО ( Сили реагування НАТО ).
15 вересня 2008 був скасований призов на строкову військову службу. Останні призовники були звільнені в запас 1 липня 2009 року, з 2009 року комплектування збройних сил Литви проводиться виключно на професійній основі.

### 2011
Станом на 2011 рік, військовий бюджет Литви становив 360 млн доларів США, загальна чисельність збройних сил становила 10,64 тис. кадрових військовослужбовців, 6700 резервістів, ще 14,6 тис. служили в складі інших воєнізованих формувань.
- Сухопутні війська налічували 8,2 тис. військовослужбовців (одна бригада сил швидкого реагування, два мотопіхотних батальйони, два механізованих батальйони, один інженерний батальйон, один батальйон військової поліції, один навчальний полк і кілька підрозділів територіальної оборони), на озброєнні знаходились 187 бронетранспортерів M113A1; 10 БРДМ-2; 133 105-мм гармати польової артилерії; 61 120-мм міномет, до 100 безвідкатних 84-мм гармат «Carl Gustaf», 65 ПТРК, 18 зенітних гармат і 20 переносних зенітно-ракетних комплексів RBS-70[19], а також понад 400 протитанкових гранатометів різних систем[20].
- Військово-повітряні сили налічували 980 військовослужбовців (три авіабази і п'ять ескадрилей), два літака L-39ZA, п'ять транспортних літаків (два L-410 і три C-27J) і дев'ять транспортних вертольотів Мі-8.
- Військово-морські сили нараховували 530 чоловік, один малий протичовновий корабель (проєкт 1124М)", три данських патрульних катера типу «Флювефіскен» ( Р11 «Жемайтіс», Р12 «Дзукас», Р14 «Аукшайтіс» ), один норвезький патрульний катер типу «Storm» ( Р32 «Скалвіс» ), три патрульних катери інших типів, два тральщика «Ліндау» ( M53 і M54 ), один штабний корабель мінно-тральних сил ( «Йотвінгіс» ), одне гідрографічне судно і один буксир.
- Берегова охорона — 540 чоловік і три патрульних катери (Н21, Н22 і Н23).

В листопаді 2013 року представник Департаменту стратегічних комунікацій литовської армії, полковник-лейтенант Артурас Ясінскас повідомив, що в разі нападу литовська армія «здатна вести асиметричну війну протягом місяця і чекати допомоги від союзників».

### 2019
У червні 2019 року уряд Литви затвердив плани збільшення чисельності збройних сил країни в найближчі десять років. Згідно із затвердженим урядом проєктом, кількість професійних військових до 2028 року має збільшитися з 10 900 майже до 14 500 осіб. Також намічено збільшення добровольчих частин. Так, кількість добровольців сил ополчення у складі збройних сил зросте на 900 осіб — до 6300. Втричі, до 3900 осіб, має зрости кількість військовослужбовців підготовленого резерву, які беруть участь у навчаннях. Чисельність військового призову має зрости на сто осіб — до 3900.
Водночас кількість курсантів Литовської військової академії та військовослужбовців, які навчаються на курсах молодших офіцерів, залишиться без зміни — 320 і 610 відповідно.
Такі плани розвитку підготовлені з урахуванням угоди політичних партій країни про те, що в 2030 році на оборону виділятиметься 2,5 % ВВП.
Згідно із проєктом, який розглядатиме Сейм, максимальна чисельність литовської армії повинна зрости з 21 300 до 26 900 осіб у 2024 році, при цьому кількість професійних військових складатиме від 11 400 до 15 600 осіб. Передбачається забезпечити укомплектованість військових частин за штатом мирного часу професійними військовими не менше ніж 70 %.
Заплановане створення батальйону логістики у складі бригади Zemaitija. На даний момент вона складається з чотирьох батальйонів — трьох піхотних та одного артилерійського.
Також Литва посилює армію озброєнням і технікою. Завершується узгодження угоди з придбання у США 200 легких броньованих позашляховиків JLTV для цього виділяється €149 млн ($166 млн). Вже отримано 198 зі 340 замовлених вантажних автомобілів Unimog U5000.
У рамках контракту 2016 року (найбільша угода вартістю €385,6 млн) до 2022 року очікується завершення поставок 88 німецьких БТР «Boxer» озброєних модулем Rafael Samson Mk II з 30-мм автоматичною гарматою, 7,62-мм кулеметом і ПТРК «Spike-LR». У тому ж 2016 році за €1,6 млн у бундесверу купили 168 знятих з озброєння американських броньованих КШМ М577.
З 2018 року надходять придбані у Німеччині САУ Pzh 2000 із супутньою технікою (придбано 21 САУ — 16 бойових, 2 навчальних, 3 на запчастини, 26 М577, 6 БРЕМ BPz-2 Standard, боєприпаси та ін. за €58,3 млн). До кінця 2024 року планується замінити радянські гелікоптери Ми-8 на UH-60M Black Hawk, угоду орієнтовною вартістю €300 млн підпишуть у 2020 році.

## Техніка та озброєння
| Тип                  | Фото                 | Виробництво/Країна           | Призначення                                                  | Варіант              | Кількість            | Примітки |
| Бойова машина піхоти | Бойова машина піхоти | Бойова машина піхоти         | Бойова машина піхоти                                         | Бойова машина піхоти | Бойова машина піхоти | Бойова машина піхоти |
| -------------------- | -------------------- | ---------------------------- | ------------------------------------------------------------ | -------------------- | -------------------- | --- |
| GTK Boxer            |                      | Німеччина Нідерланди Ізраїль | Бойова машина піхоти                                         | БМП Вілкас           | 204                  | Поставлявся з 2017 по 2026 рік, місцеве литовське позначення БМП Вілкас. Озброєний ізраїльським RCWS Rafael Samson, оснащеним 30-мм автоматичною гарматою Mk44 Bushmaster II, спареним 7,62-мм кулеметом і протитанковими ракетами Спайк (ПТРК).                                                                     |
| Бронетранспортер     |                      |                              |                                                              |                      |                      | |
| M113                 |                      | США                          | Бронетранспортер                                             | M113A1 M113A2        | 219                  | 154 одиниці M113A1 і 200 одиниць M113A2, придбані в Німеччині між 2000 і 2006 роками, деякі з них не діючі (використовуються лише як джерело запасних частин); 8 для батальйону матеріально-технічного забезпечення (оснащені кранами), іншої модифікації піхотного, медичного та командного. 50 подаровано Україні. |
| Бронеавтомобіль      |                      |                              |                                                              |                      |                      | |
| Oshkosh L-ATV        |                      | США                          | Легкий бойовий тактичний позадорожній броньований автомобіль |                      | 200/500              | Замовлено 200 одиниць впродовж 2020—2023 років. Ще 300 замовлено у 2020 році. |
| Артилерія            |                      |                              |                                                              |                      |                      | |
| PzH 2000             |                      | Німеччина                    | Самохідна гармата-гаубиця                                    |                      | 21                   | Здача в 2015-2020 році. |
| CAESAR               |                      | Франція                      | Самохідна гармата-гаубиця                                    | CAESAR Mark II       | 0/18                 | Замовляла в 2022 році. |
| M142 HIMARS          |                      | США                          | Реактивна артилерія                                          |                      | 0/8                  | Замовлено в 2022 році, включаючи ракети MGM-140 ATACMS. |

## Міжнародні місії
Литва брала участь у міжнародних миротворчих місіях у Косово, Афганістані та Боснії. Основні сили зараз (2013) розміщуються у Афганістані. Зараз службу закордоном проходять більше 200 солдатів.
| Розташування         | Місія                        | Чисельність |
| -------------------- | ---------------------------- | ----------- |
| Афганістан           | ISAF                         | 268         |
| Боснія і Герцеговина | EUFOR-ALTHEA                 | 20          |
| Туреччина            | охорона повітряного простору | 5           |
| Малі                 | EUTM Mali                    | 3           |
| Косово               | KFOR                         | 1           |
| Індія                | OEF-HOA                      | 1           |
| Ірак                 | MNF                          | Завершено   |

## Структура

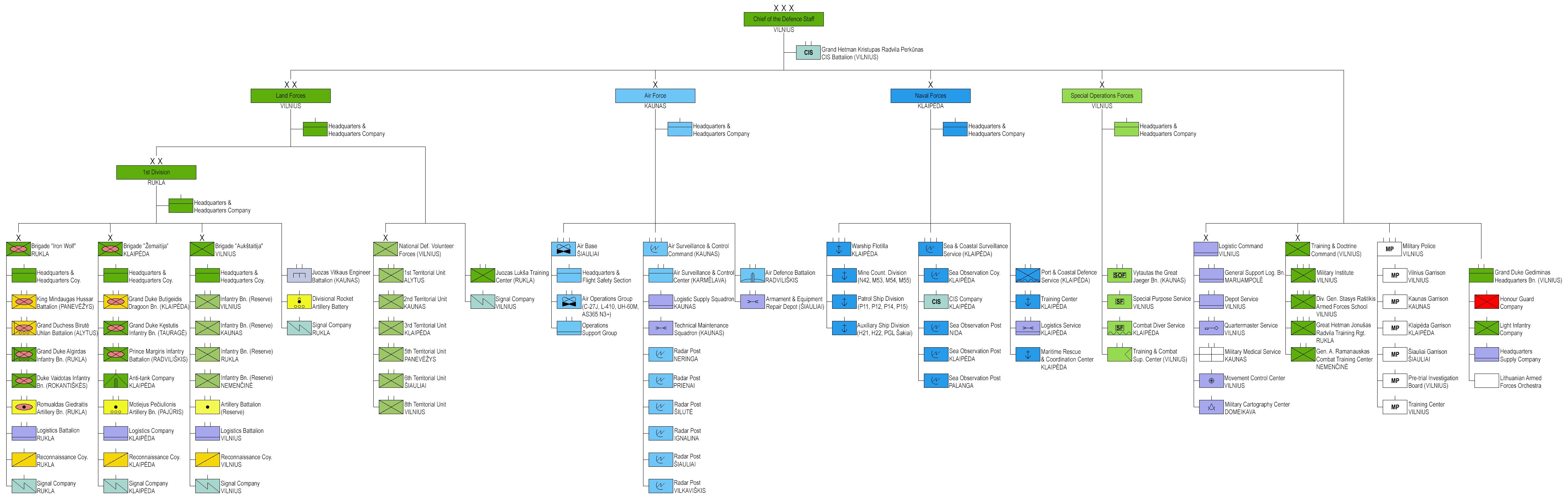
Склад збройних сил Литовської Республіки 2025

### Види збройних сил
| Нашивка | Назва                                                                                           | Чисельність                                                                                               |
| ------- | ----------------------------------------------------------------------------------------------- | --- |
|         | Сухопутні війська (лит. Sausumos pajėgos) Сухопутні війська Литви є основним видом збройних сил | приблизно 4 000 військовослужбовців та цивільних осіб, а також 6 000 військовослужбовців Добровільних сил |
|         | Військово-повітряні сили (лит. Karinės oro pajėgos)                                             | приблизно 1 000 військовослужбовців та цивільних осіб                                                     |
|         | Військово-морські сили (лит. Karinės jūrų pajėgos)                                              | приблизно 850 військовослужбовців та цивільних осіб                                                       |
|         | Сили спеціальних операцій (лит. Specialiųjų operacijų pajegos)                                  | інформація відсутня                                                                                       |

### Штаб

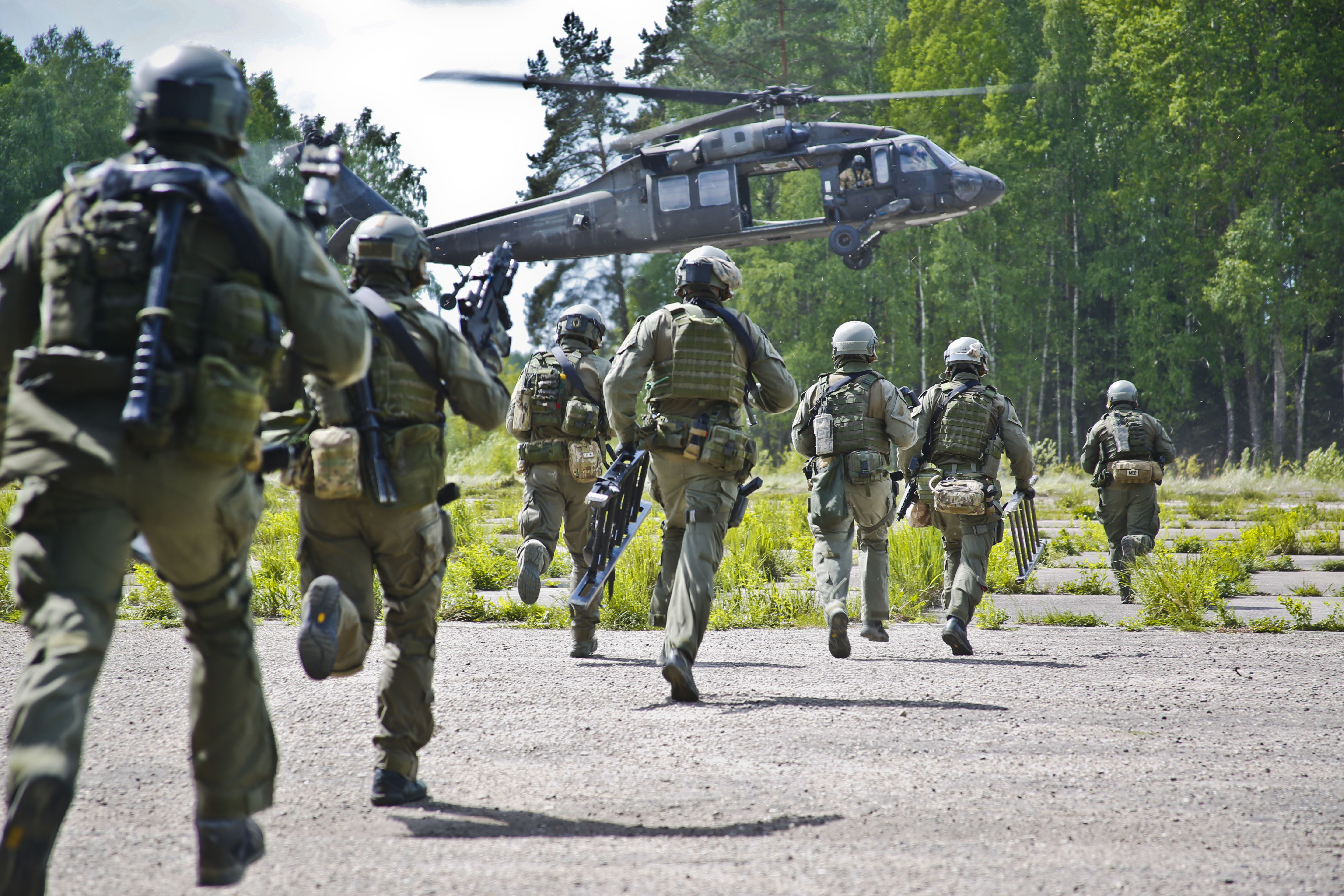
Бійці спецназу

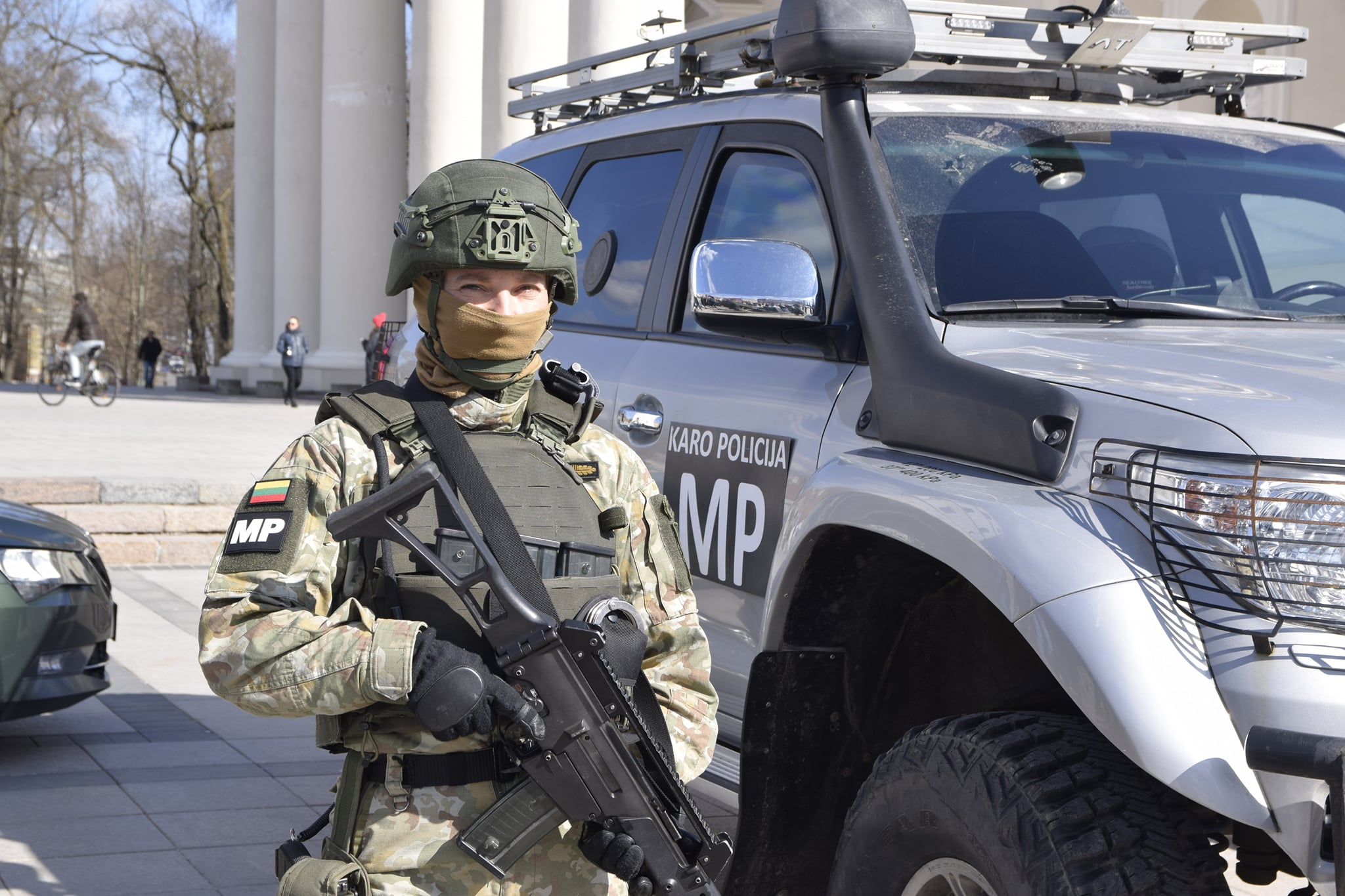
Литовські військові поліцейські

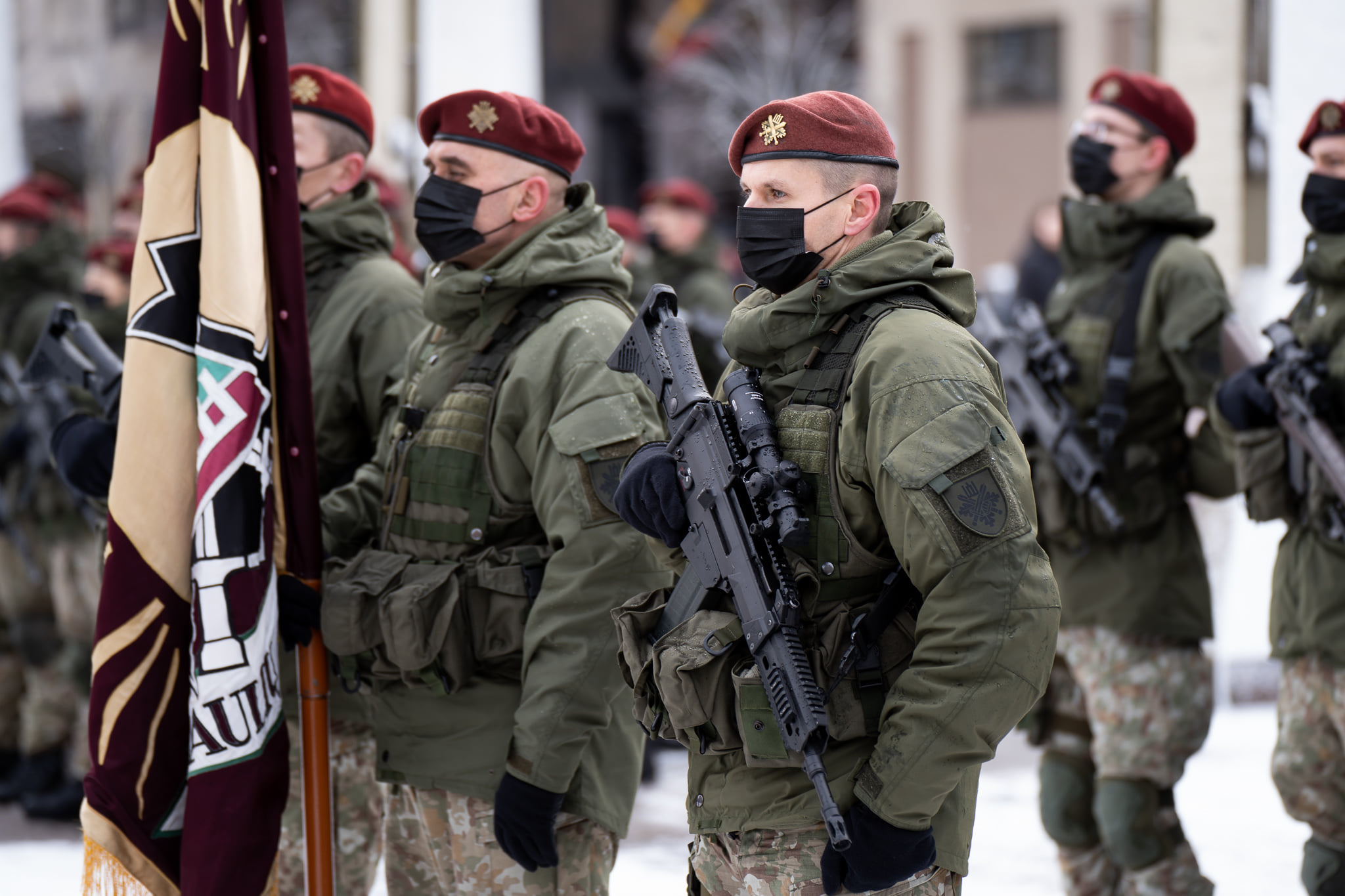
Військовослужбовець Добровільних сил національної оборони

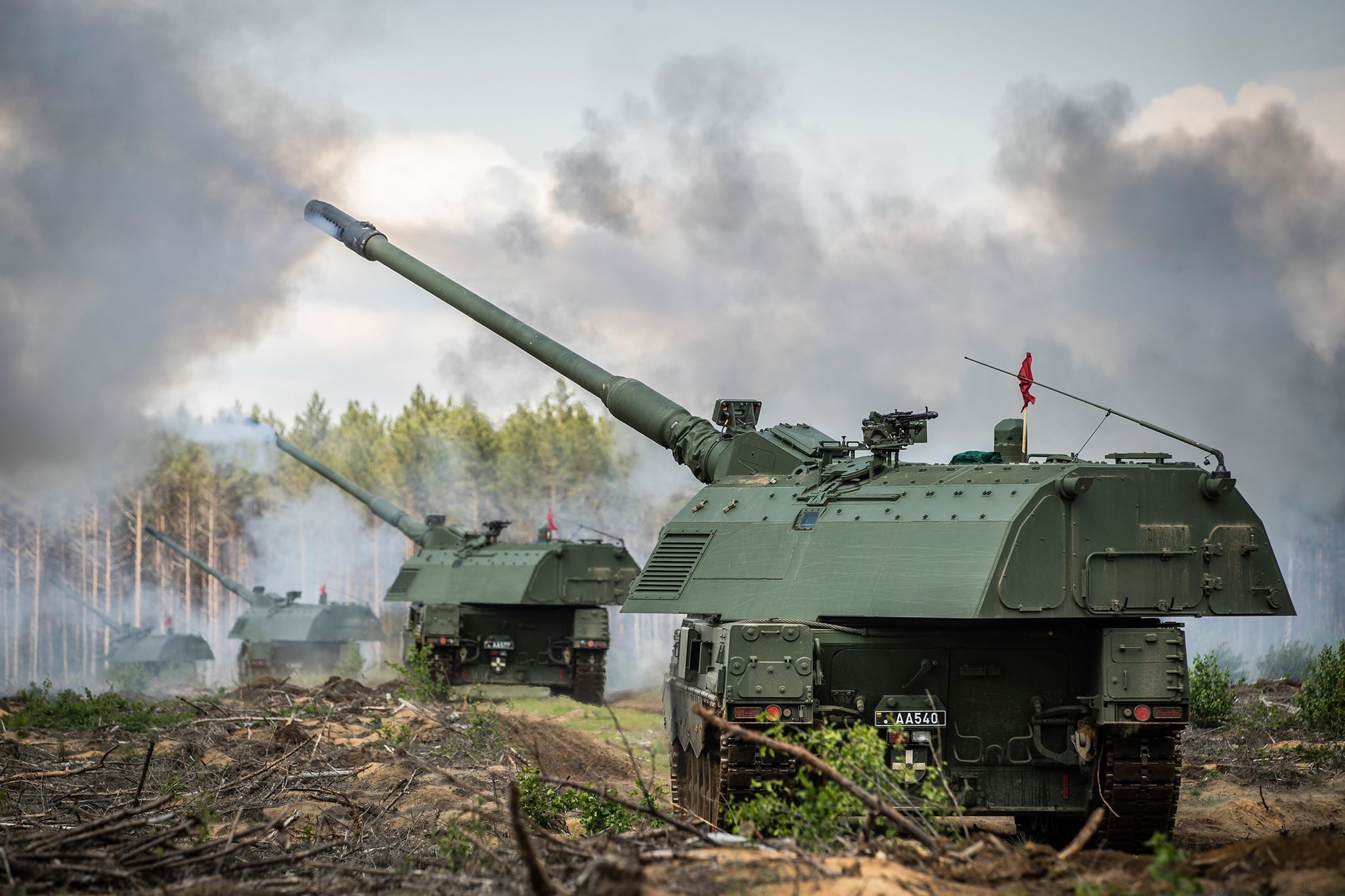
Артилерія на позиції

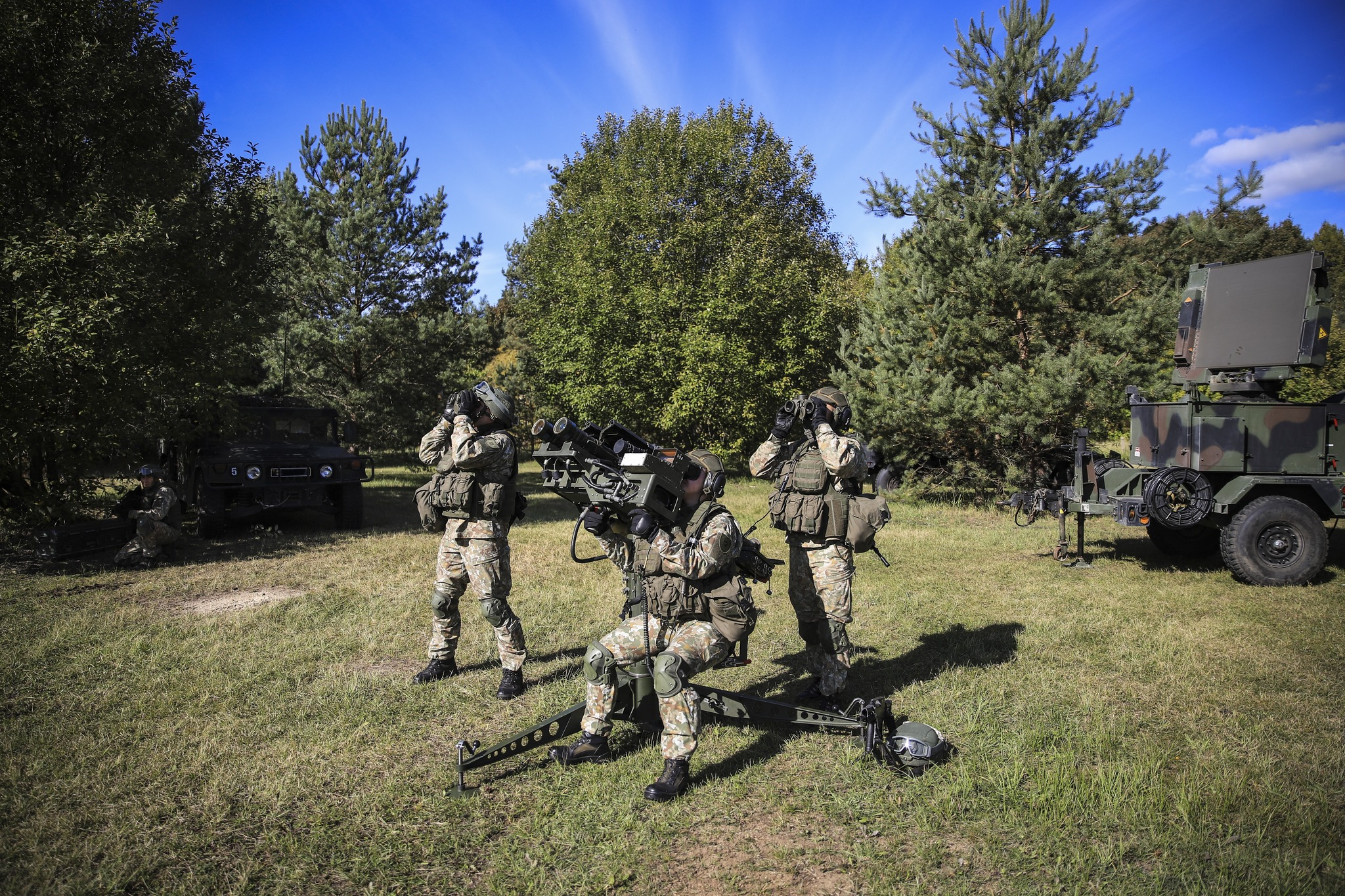
ПЗРК FIM-92 Stinger

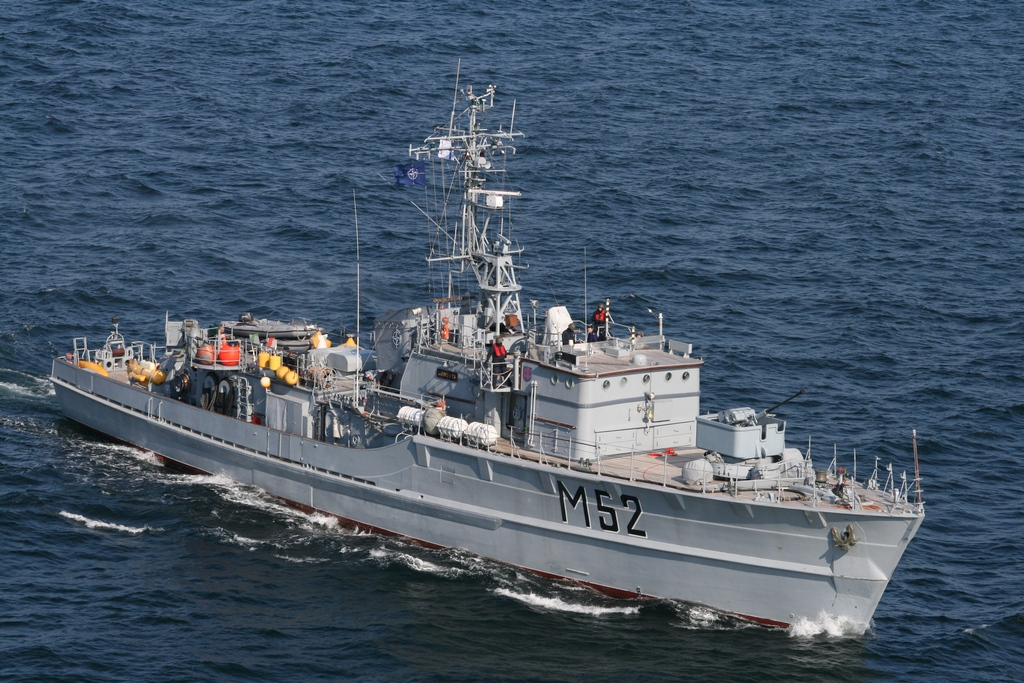
Mінний тральщик LKL «Судувіс» (M52) ВМФ Литви

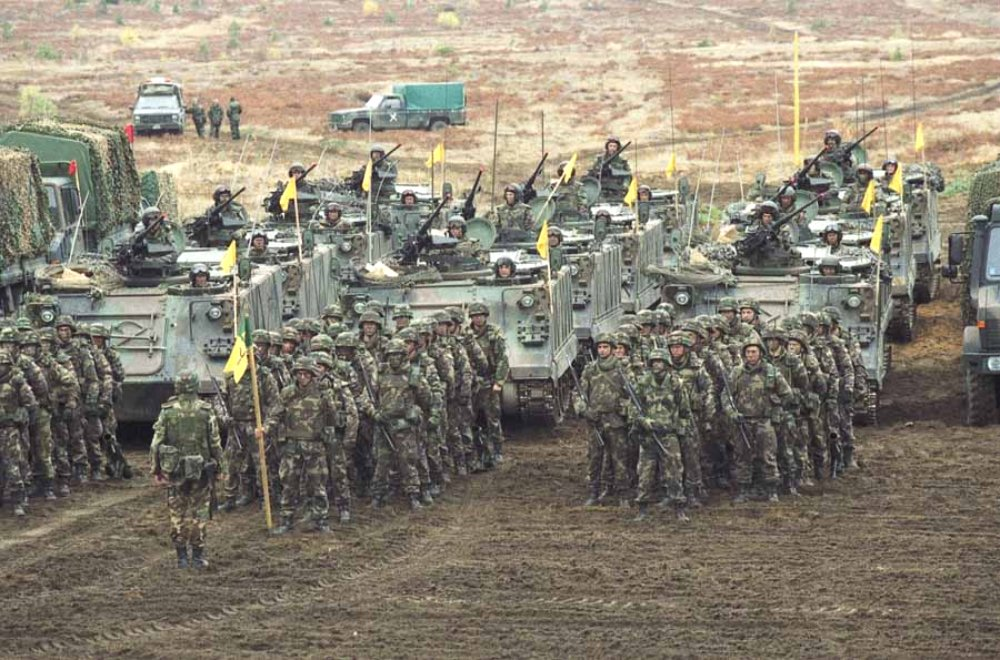
Механізована частина на навчаннях

#### Частини прямого підпорядкування
Міністерство національної оборони лит. Krašto apsaugos ministerija
|  | Штаб оборони лит. Gynybos štabas      |
|  | Об'єднаний штаб лит. Jungtinis štabas |

##### Відомства Системи національної оборони
|  | Другий департамент оперативних служб лит. Antrasis operatyvinių tarnybų departamentas prie KAM                      |
|  | Централізована фінансова та майнова служба лит. Centralizuota finansų ir turto tarnyba prie KAM                     |
|  | Департамент розширення інфраструктури лит. Infrastruktūros plėtros departamentas prie KAM                           |
|  | Автогосподарство МОК лит. KAM Autoūkis                                                                              |
|  | Служба друку і інформаційного забезпечення лит. KAM Leidybos ir informacinio aprūpinimo tarnyba                     |
|  | Господарча служба лит. KAM Ūkio tarnyba                                                                             |
|  | Служба адміністрування військового зобов'язання лит. Karo prievolės administravimo tarnyba                          |
|  | Архів Міністерства національної оборони лит. Krašto apsaugos archyvas prie KAM                                      |
|  | Центр кризового управління лит. Krizių valdymo centras prie KAM                                                     |
|  | Мобілізаційний департамент лит. Mobilizacijos departamentas prie KAM                                                |
|  | Служба зв'язку та інформаційних систем лит. Ryšių ir informacinių sistemų tarnyba prie KAM                          |
|  | Державний центр підготовки цивільного супротиву лит. Valstybinis pilietinio pasipriešinimo rengimo centras prie KAM |
|  | Військовий музей імені Вітаутаса Великого лит. Vytauto Didžiojo karo muziejus                                       |

##### Інші підрозділи
|  | Ординаріат війська литовського лит. Lietuvos kariuomenės ordinariatas                                            |
|  | Штабний батальйон імені великого князя литовського Гядімінаса лит. LDK Gedimino štabo batalionas                 |
|  | Військова поліція лит. Karo policija                                                                             |
|  | Литовська військова академія імені генерала Йонаса Жямайтіса лит. Generolo Jono Žemaičio Lietuvos karo akademija |
|  | Будинок офіцерів лит. Ramovė                                                                                     |

#### Управління матеріально-технічного забезпечення
лит. Logistikos centras
|  | Центр контролю за пересуванням                                                    |
|  | Служба гарнізонного обслуговування                                                |
|  | Центр військової картографії                                                      |
|  | Військово-медична служба імені доктора Йонаса Басанавичюса                        |
|  | Матеріально-технічний батальйон загальної підтримки імені великого князя Вітяніса |
|  | Департамент матеріальних ресурсів                                                 |
|  | Служба складу                                                                     |

#### Управління навчання і персоналу
лит. Mokymo ir personalo valdyba
|  | Школа підофіцерів імені дивізійного генерала Стасіса Раштікіса лит. Divizijos generolo Stasio Raštikio puskarininkių mokykla                                                              |
|  | Навчальний полк імені великого гетьмана литовського Йонуша Радвіли лит. Didžiojo Lietuvos etmono Jonušo Radvilos mokomasis pulkas Військова інженерна школа лит. Karo inžinerijos mokykla |
|  | Центр бойової підготовки імені генерала Адольфаса Раманаускаса лит. Generolo Adolfo Ramanausko kovinio rengimo centras                                                                    |

## Оснащення та озброєння
Спочатку, на озброєнні литовської армії було озброєння і військова техніка частин Радянської Армії, які перебували на території Литовської РСР.
У 1991 році ФРН подарувала литовській армії два транспортних літаки L-410 UVP. Надалі, почалися поставки озброєння і військової техніки зі східноєвропейських держав і країн НАТО.
14 серпня 1992 командувач Балтійсткого флоту адмірал Володимир Єгоров і президент асоціації «Сельма» Владас Лаурінавічюс підписали конфіденційний договір, за яким «Сельма» зобов'язалася побудувати житло для військовослужбовців російської армії і флоту, що виводяться з країн Балтії та дислокованих в Калінінградській області Росії — в обмін на 5 тис. автоматів АК-74 і два військові катери. Отримані автомати були негайно перепродані міністерству національгої оборони Литви
У 1993 році Швеція почала навчання військовослужбовців литовської армії, станом на 3 вересня 2001 року були підготовлені 82 офіцерів і фахівців і ще 20 курсантів продовжували навчання
У 1997—1998 роках литовська армія отримала в дарунок від оборонного відомства Швейцарії 100 автомашин. Машини були випущені не раніше 1970 і використовувалися за призначенням, проте залишилися в хорошому стані.
У 1999 році з Болгарії було отримано 20 буксируваних 120-мм мінометів.
40 тис. Гвинтівок M-14 було отримано з США за програмою військової допомоги, на початку 2001 року деяка кількість гвинтівок, які надійшли на озброєння єгерського батальйону імені князя Вітаутаса Великого було модернізовано до рівня M14L1.
Крім того, в 1999 році було ухвалено рішення про будівництво патронного заводу в селі Віюкай під Каунасом. Виробничі лінії закупили у Франції, у фірми « Sofema ». Завод обійшовся Литві в 220 млн літів. У 2005 році литовські патрони були сертифіковані НАТО. У 2011 році виробнича потужність заводу становила близько 20 млн патронів в рік, штат працівників — 70 чоловік.
У 2000 році з Польщі були отримані десять МТ-ЛБ
У грудні 2001 року був підписаний контракт з американською фірмою «Локхід-Мартін» про постачання 18 протитанкових комплексів «Джавелін» і 74 ракет до них на суму 9650000 доларів
На початку 2002 року було укладено угоду про поставку з США радіолокаційної станції TPS-117, призначеної для створення системи BALTNET. У вересні 2004 року була введена в дію перша з трьох радіолокаційних станцій — TRML-3D.
У 2002 році був укладений договір про поставку з США озброєння і техніки на 31 млн доларів (8 пускових установок «Stinger» типу «земля-повітря» і 60 ракет до них, а також радари для наведення на ціль Thales Raytheon Systems TPQ-64 Sentinel і 69 автомашин HMMWV). Перші 15 «хаммерів» мали надійти на озброєння в 2005 році.
У 2002 році з Данії були отримані 72 буксируваних 105-мм гаубиць M101.
У 2003 році на кошти, надані США за програмою військової допомоги, були куплені 69 автомашин HMMWV загальною вартістю 10,5 млн доларів (близько 27 млн літів), перші 24 автомашини були поставлені в Литву на початку 2005 року.
30 березня 2004 почалося патрулювання повітряного простору Латвії, Литви та Естонії винищувачами НАТО ( Operation Baltic Air Policing ). В рамках операції на литовській авіабазі Зокняй постійно розміщені чотири тактичних винищувача (дві чергові пари) і авіатехнічна група НАТО (120 військовослужбовців та цивільних фахівців). Вартість здійснення операції становить 20 млн доларів на місяць.
У квітні 2004 року було укладено договір з Норвегією, відповідно до якого наприкінці 2004 року з Норвегії було отримано 20 переносних зенітно-ракетних комплексів RBS-70, 260 зенітних ракет Mk.3 і 5 радіолокаційних станцій «Giraffe».
Також, в період з 2001 року до кінця лютого 2005 року для литовської армії з ФРН було передано 200 бронетранспортерів M113, що раніше перебували на озброєнні бундесверу
В середині грудня 2005 року з фінською компанією «Oy Sisu Auto AB» був підписаний контракт на придбання партії з 50 армійських вантажівок підвищеної прохідності SISU E11T і SISU E13TP, обладнаних броньованими кабінами з куленепробивним склом, захистом днища від підриву на мінах і фильтровентиляційною установкою. Поставлялися машини трьох типів: контейнеровози вантажопідйомністю до 20 тонн, тягачі платформ для перевезення техніки і машини технічної допомоги. Загальна вартість контракту склала 69 млн літів (близько 20 млн євро). Перші 26 вантажівок були передані литовської армії в серпні 2007 року, поставки були завершені в липні 2009 року.
У 2006 році був підписаний контракт з італійською компанією «Alenia Aeronautika» на постачання трьох військово-транспортних літаків C-27J Spartan загальною вартістю 258 750 000 літів. При цьому оплату за контрактом було дозволено провести в розстрочку до 2011 року.
Також, 1 листопада 2006 року на озброєння надійшли пістолети Glock-17, пістолети-кулемети HK UMP, автомати G36, підствольні гранатомети AG36, легкі кулемети FN Minimi, снайперські гвинтівки AW і PGM UR Hecate II, а також 40-мм автоматичні гранатомети HK GMG. Загальна вартість зброї, отриманого за контрактом з фірмою «Хеклер і Кох», склала 2 663 000 євро.
У 2008 році у Великій Британії за 190 млн літів були придбані два тральника проєкту 320 / 331B, прийняті на озброєння литовських військово-морських сил в 2011 році під найменуванням  M53  і  M54 .
У 2009 році з ФРН були отримані автомати G-36 на суму 14 млн літів, при цьому платежі, які повинні були бути закінчені в 2009 році, було дозволено виплатити в розстрочку до 2010—2011 року.
До початку 2010 року на озброєння військово-морських сил Литви надійшли три патрульних корабля класу Standart Flex 300, придбаних у Данії за 44,5 млн літів.
У серпні 2011 року у норвезької компанії «Arctic Trucs Norge AS» за 15 млн літів (4,4 млн євро) були куплені 12 броньованих автомашин «Toyota Land Cruiser 200» і запасні частини до них.
У грудні 2011 року уряд Литви уклав контракт на суму 31 770 000 літів (12,9 млн. доларів США) про придбання в Норвегії партії 12,7-мм крупнокаліберних кулеметів «браунінг» M2 QCB (на суму 22,8 млн літів) і патронів до них (на суму 8 970 000 літів).
Протягом 2011 року литовська армія отримала з США допомогу на суму близько 13,1 млн літів; обсяг військової допомоги США протягом 2012 року був встановлений в розмірі близько 31,6 млн літів (близько 12,8 млн доларів США). Серед номенклатури поставок — військове та навчальне обладнання, засоби зв'язку, засоби індивідуального захисту, безпілотники, оптичні прилади та прилади нічного бачення.
Восени 2012 року був укладений контракт на поставку з Нідерландів для литовської армії техніки та військового майна на суму близько 10 млн літів. Серед номенклатури поставок — вантажівки з контейнерами для зв'язку і управління, автомашини-заправники, снігоочисна техніка для очистки злітно-посадкових смуг, самоскиди.
У період з 1994 по 2013 рік у військово-навчальних закладах ФРН були підготовлені понад 300 військовослужбовців Литвы
У 2013 році США передали для литовського контингенту в Афганістані техніку і військове майно загальною вартістю 8,6 млн доларів (безпілотні літальні апарати, засоби зв'язку, прилади нічного бачення, амуніцію та ін.).
Після виведення литовського контингенту ISAF з військової бази Гор в провінції Чагчаран влітку 2013 року за допомогою США розпочалася евакуація в Литву 25 транспортних засобів та іншого майна вартістю кілька мільйонів літів, раніше наданої у користування литовському контингенту ISAF, за програмою військової допомоги.
У 2013 році відбулася поставка з Данії шести 105-мм гаубиць M101 для створення батареї берегової оборони.

## Друковані видання
У 2001 році у складі міністерства національної оборони була створена прес-служба — Служба друку та інформаційного забезпечення, якою випускаються три друкованих видання: журнал «Karys» («Воїн»), газета «Savanoris» («Доброволець») і інформаційний бюлетень «Krašto apsauga» («Національна безпека»). Всі вони доступні для завантаження в Інтернеті у форматі pdf. Крім того, періодична преса мається у підрозділах: кожні три місяці за підтримки департаменту, свої газети випускають батальйони, виходить щоквартальний журнал у військовій академії.

## День Збройних сил Литви

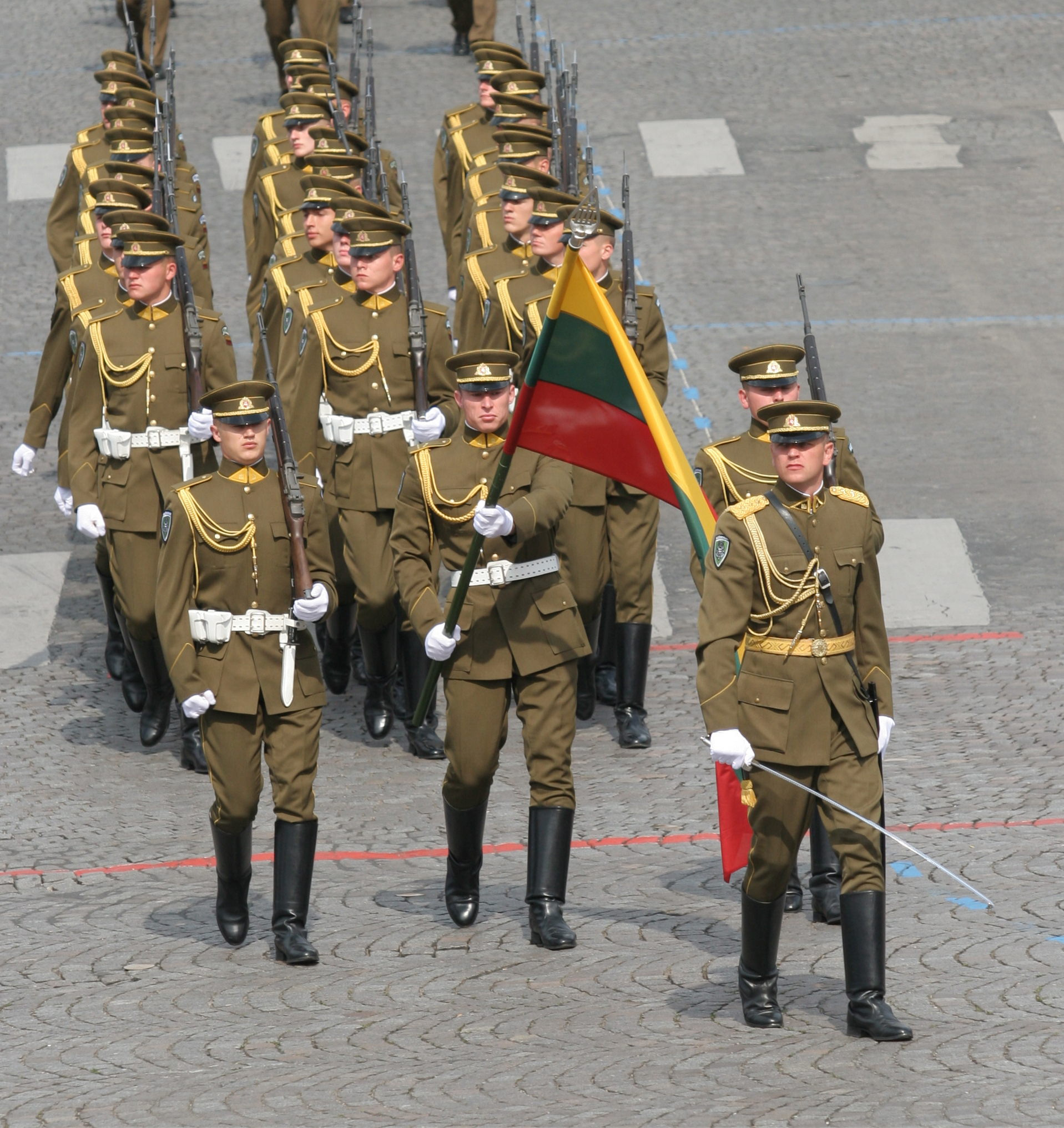
Рота почесної варти

23 листопада 1918 року прем'єр-міністр Литви Аугустінас Вольдемарас підписав указ, який поклав початок формування регулярної Литовської армії. Тепер цей день святкується як День Збройних сил Литви (День воїнів Литви).
З нагоди Дня Збройних сил в Вільнюсі проходять урочиста меса в костелі св. Ігнатія, урочисте шикування військових на Кафедральній площі і парад на площі Гедеміна. На Кафедральній площі традиційно піднімаються прапори всіх трьох видів Збройних сил Литви — сухопутних, повітряних і морських.

### 2023
25 листопада 2023 року, у столиці Литви, місті Вільнюсі, відбувся військовий парад на честь 105-річчя створення національної армії, у якому взяли участь як литовські військовослужбовці, так і союзники країн НАТО. У параді взяли участь близько 1400 військових та понад 100 одиниць військової техніки. Під час параду Вільнюсом пройшли бойові машини піхоти Vilkas, самохідні гаубиці PzH 2000, танки Abrams, бойові машини піхоти Bradley, самохідні гаубиці Paladin, танки Leopard Бундесверу, бойові машини піхоти Puma і Marder та ін.